# Nolima victor
Nolima victor är en insektsart som beskrevs av Navás 1914. Nolima victor ingår i släktet Nolima och familjen fångsländor. Inga underarter finns listade i Catalogue of Life.